# Rasŏn

Zona económica especial de Raseon

Rasŏn o Raseon (en hangul, 라선; en hanja, 羅先), oficialmente Ciudad Especial de Rasŏn (en hangul, 라선특별시) es una zona económica especial de Corea del Norte bajo gobierno directo, situada al noreste de la península entre las fronteras con China (provincia de Jilin) y con Rusia (territorio de Primorie). Está compuesta por las villas portuarias de Rajin y de Sonbong.
Con una superficie de 798 kilómetros cuadrados y una población inferior a los 200 000 habitantes, esta región fue creada como «Rajin-Sonbong» después de que el gobierno la desligase de la provincia de Hamgyŏng del Norte. En 2000 adoptó su nombre actual. Y aunque volvió a integrarse en Hamgyong entre 2004 y 2009, se le otorgó el estatus de "ciudad especial" en 2010.
Teniendo en cuenta su localización privilegiada como frontera de tres estados, el objetivo de la zona es atraer la inversión de países vecinos a través de cuatro sectores: industria manufacturera, logística, transportes y turismo. Las empresas —habitualmente chinas y rusas— obtienen mano de obra barata con experiencia, mientras que el gobierno norcoreano percibe una importante fuente de divisas.

## Historia
La actual Rasŏn nació a partir de dos pequeñas villas pesqueras, Rajin y Sonbong, que con la industrialización se convirtieron en pequeños desembarcaderos. La actividad de ambas creció cuando, durante la guerra ruso-japonesa, los nipones ocuparon Chongjin y establecieron una base de suministros. El pueblo fue rebautizado «Rashin» y desarrollado como puerto marítimo, al final de la línea de ferrocarril que conectaba con la frontera de Manchukuo.
Al terminar la ocupación japonesa se integró en Corea del Norte. El establecimiento del sistema Juche marcó el desarrollo de la localidad, aislada de cualquier influencia del extranjero. No obstante, la URSS pudo utilizar Rajin como puerto de agua tibia cuando Vladivostok no estaba disponible hasta su disolución en 1991. 
El ascenso al poder de Kim Jong-il supuso un cambio en la gestión de esa zona. En 1991 fue desligada de la provincia de Hamgyŏng del Norte y convertida en «Rajin-Sonbong», una zona económica especial con gestión directa y cuyo objetivo era atraer la inversión internacional. En 2000 fue rebautizada «Rasŏn». No obstante, volvió bajo control de la región en 2004 por el desinterés extranjero y se mantuvo así durante cinco años. Finalmente, el gobierno norcoreano aprovechó un plan del Programa de las Naciones Unidas para el Desarrollo, vinculado a la recuperación del río Tumen, por el que devolvió a Rasŏn su condición especial en 2010. El plan contó con el apoyo de los gobiernos de China, Rusia y Mongolia, que realizaron obras bajo control de las autoridades nacionales a través de cuatro sectores: industria manufacturera, logística, transportes y turismo.
La zona económica de Rasŏn ofrece condiciones especiales a los inversores extranjeros hasta 2025, proporcionándoles mano de obra barata y cualificada a cambio de inversiones industriales y turísticas. Aunque sigue manteniendo unas infraestructuras precarias, se han construido otras para conectarla. Por parte de China, en 2011 se inauguró una carretera que conecta a la región con Hunchun (provincia de Jilin) para el transporte de mercancías a Shanghái, a cambio de dos muelles para carbón y contenedores. Y en el caso de Rusia se estrenó una vía férrea para uso comercial entre Rajin y la fronteriza Jasán (territorio de Primorie), a la que pretende integrarse más tarde el sistema Transiberiano y el Transcoreano.
Rasŏn tiene la mayor refinería de petróleo de Corea del Norte, plantas para las industrias textil y alimentaria, puertos pesqueros y dos universidades especializadas: una de transporte marítimo (Rajin) y una agrícola (Sonbong). En el caso del turismo, aún por desarrollar, la mayoría de los visitantes son ciudadanos chinos que cuentan con hoteles, casinos y comercios con primeras marcas. El salario mínimo de los trabajadores norcoreanos es de 80 dólares al mes, algo más alto que el percibido por los empleados del parque industrial de Kaesong.

## Geografía
El territorio de Rasŏn está bordeado por la costa del mar del Japón al este y por sistemas montañosos al norte, pero no las grandes cordilleras. En la desembocadura del río Tumen se encuentran los dos lagos más grandes de la península de Corea: los Bonpo del oeste y del este. La mayoría del territorio está cubierto por bosques y solo el 13,5 % es cultivable.
Rasŏn se encuentra a 80 kilómetros de Hoeryong y Chongjin. Limita al noroeste con el territorio de Primorie (Rusia), siendo Jasán la ciudad más cercana, y al norte con la provincia de Jilin (China). El río Tumen delimita la frontera natural.
El clima está condicionado por inviernos rigurosos, con temperaturas medias de 0 °C en esa estación. El mes más frío es enero (-8,8 °C) mientras que agosto es el más caluroso (20,9 °C). El cúmulo de las precipitaciones se eleva a 770 mm al año, con junio y julio como los meses más lluviosos.